# کلاردشت
کلاردشت (مازندرانی: کَلاردشت) در استان مازندران قرار دارد این شهر یکی از شهرهای تاریخی طبرستان بوده است. شهر کلاردشت در ۴۸ کیلومتری شهر چالوس است و ۱۳۰ کیلومتر با تهران و ۱۶۰ کیلومتر با کرج فاصله دارد. کلاردشت دارای ۶ منطقه لاهو، حسنکیف، رودبارک، مکارود و ولوال و کردیچال است. بر اساس سرشماری سال ۱۳۹۵، جمعیت شهرستان کلاردشت ۲۳٬۶۴۸ نفر و ۸٬۰۶۷ خانوار بوده است. از این تعداد ۱۰۲۴۷ نفر در شهر کلاردشت و تعداد ۱۳۴۰۱ نفر نیز در روستاهای کلاردشت سکونت دارند.
کلاردشت دشتی بر فراز کوه‌ها است. این ناحیه از جنوب به کوه‌های تخت سلیمان تا حدود گردنهٔ کندوان، از شمال به شهر عباس‌آباد و دریای مازندران، از شرق به شهر مرزن‌آباد چالوس و بخش کجور نوشهر و از غرب به سه هزار تنکابن محدود است.
کلاردشت دو جاده ارتباطی مهم دارد. جاده نخست در جاده چالوس از مرزن آباد در ۲۵ کیلومتری جنوب چالوس منشعب شده و با مسیری ۲۰ کیلومتری که از میان تپه‌هایی که بر دامنه‌شان گندم و جو کاشت می‌شود به کلاردشت می‌رسد. جاده دوم از عباس‌آباد واقع در جاده کناره مازندران، در میان راه چالوس و تنکابن منشعب شده و با طول ۲۵ کیلومتر پس از گذشتن از جنگل‌های متراکم و بسیار زیبا در ناحیه مکارود به شمال غرب کلاردشت می‌رسد.
در شهرستان کلاردشت ۴۵ قله با ارتفاع بیش از ۴۰۰۰ متر قرار دارد و علم‌کوه با ارتفاع ۴۸۵۰ متر، بلندترین آن‌هاست.
کلاردشت دشتی است در میان دره‌ای باز و گسترده که ییلاقات و آبادی‌های فراوانی را دربر گرفته است. مرکز کلاردشت «حسن کیف» بوده و در ده زیبای رودبارک در زیر قله علم کوه با رودخانه‌ای پرآب و زیبا و ویلاهای متعدد از محل‌های مهم و جاذبه‌های گردشگری ویژه منطقه به‌شمار می‌رود. کلاردشت در ایران به بهشت گمشده معروف شده و هرساله به دلیل زیبایی طبیعی و بی‌نظیر و آب و هوای بسیار مطبوع و به ویژه درفصل تابستان پذیرای هزاران گردشگر داخلی و خارجی است.

## وجه تسمیه

### کَلار
شهرهای آمل، چالوس، کلار، سعیدآباد و رویان جزئی از سرزمین قوم تپوری بودند. کَلار (kalār) [فتحه بر حرف ک] شهری در غرب طبرستان و در ناحیه رویان و رستمدار بوده و به گفته مورخان صدر اسلام فاصله ناتل تا چالوس یک منزل و فاصله چالوس تا کلار یک منزل و فاصله کلار تا دیلم یک منزل بوده است. همچنین کلار نام دژی در فراسوی رود چالوس در کنار رود سردآبرود بوده که مرزهای کوهستانی رویان و طبرستان را از حمله دیلمیان محفوط می‌داشت. شهر کَلار در دوران اسپهبد شهریار سال ۱۳۶ هجری مرکز رویان و مرکز بخش کوهستانی طبرستان بوده است. شهر کلار و چالوس در سال ۱۴۴ قمری توسط عمر بن علاء عامل خلافت عباسی فتح شد. نخستین بار در قرن سوم نام کَلار به عنوان ناحیتی در طبرستان در متون تاریخی ثبت شده است.
ابن خردادبه شهرهای ساریه، آمل و چالوس را جز شهرهای جلگه‌ای طبرستان و شهرهای رویان و کلار را جز شهرهای کوهستانی طبرستان دانسته است.
ابن خردادبه می‌نویسد: در طبرستان شهرهای رویان، آمل، ساریه، شالوس، لارز، شرز، طمیس، دهستان، کلار، گیلان و بدشوارگر می‌باشد. اصطخری مورخ قرن سوم می‌نویسد: آمل، ناتل، سالوس، کلار، رویان، میله، برجی، چشمهٔ‌الهم، ممطیر، ساری، مهروان، لمراسک و تمیشه در شمار طبرستان است. ابن رسته مورخ قرن سوم، طبرستان از جانب مشرق به گرگان و قومس و از طرف مغرب به دیلم و از طرف شمال به دریا و از طرف جنوب به به بعضی از نواحی قومس و ری محدود می‌شود. به گفته ابن رسته مراکز و بخش‌های طبرستان چهارده تا است و خورهٔ آمل که کرسی و مرکز آن ناحیت است و شهرهایش عبارتند از: ساری و مامطیر و تُرنجه و روُبست و میله و مرارکدیه (کدح) و مِهروان و طَمیس و تَمار و ناتل و شالوس و رویان و کلار.
واژه کَلار (kalār) دگرگون گشته واژه کَلاک (kalāk) و کَلات (kalāt) در مفهوم قلعه هست که در زبان مازندرانی به‌صورت کَلا (kalā) و کُلا(kolā) تلفظ می‌شود و در مفهوم دژ و آبادی مجهز به جایگاه دفاعی می‌باشد و این واژه در اکثر نام روستاهای مازندران از تنکابن تا گرگان دیده می‌شود.

### کَلارستاق
کَلارستاق (kalārestāq) [فتحه بر حرف ک] نام ناحیتی در طبرستان و رستمدار است که از رود نمک آبرود در غرب تا رود چالوس در شرق که به ترتیب آن را از بخش‌های لنگا و کجور جدا می‌کنند، امتداد دارد. کلارستاق از جنوب توسط ارتفاعات تخت سلیمان و کندوان در کوه‌های البرز مرکزی از طالقان جدا می‌شود که شامل شهرستان‌های چالوس و کلاردشت است. نخستین بار در قرن هشتم اولیاءالله آملی در کتاب تاریخ رویان نام کلارستاق را به عنوان ناحیتی آباد در رستمدار طبرستان ثبت نموده است که تحت حاکمیت نصیرالدوله شهریار حاکم رستمدار بوده است. نصیرالدوله شهریار با لشکرکشی به گیلان، گرجیان، دیلمان و اشکور، موجب آبادانی رستمدار شد و تا تیمجان رودسر در قلمرو او بود.
بومیان کلارستاق به زبان مازندرانی و گویش طبری کلارستاقی صحبت می‌کنند. منطقه کلارستاق (چالوس، مرزن آباد و کلاردشت) به همراه کُجور (نور و نوشهر)، لنگا (عباس‌آباد و نشتارود) و تنکابن بخشی از رویان کهن بود که بعدها رستمدار نام گرفت. رویان کهن از نواحی غربی طبرستان محسوب می‌شده است.

### کلاردشت
کِلاردشت (kelārdašt) [کسره بر حرف ک] نام ناحیتی کوهستانی در غرب مازندران در منطقه رستمدار و کلارستاق می‌باشد. نخستین بار در قرن نهم ظهیرالدین مرعشی در کتاب تاریخ طبرستان و رویان و مازندران نام کلاردشت را به عنوان ناحیتی در مازندران به‌صورت کلاره‌دشت ثبت نموده است.

## موقعیت کلاردشت در طبرستان
از کلاردشت به عنوان یکی از شهرهای طبرستان یاد شده است.
ابن رسته مورخ قرن سوم، طبرستان از جانب مشرق به گرگان و قومس و از طرف مغرب به دیلم و از طرف شمال به دریا و از طرف جنوب به به بعضی از نواحی قومس و ری محدود می‌شود. به گفته ابن رسته مراکز و بخش‌های طبرستان چهارده تا است و خورهٔ آمل که کرسی و مرکز آن ناحیت است و شهرهایش عبارتند از: ساری و مامطیر و تُرنجه و روُبست و میله و مرارکدیه (کدح) و مِهروان و طَمیس و تَمار و ناتل و شالوس و رویان و کلار (کلاردشت).
اصطخری می‌نویسد: آمل، ناتل، سالوس (چالوس)، کلار (کلاردشت)، رویان، میله، برجی، چشمهٔ‌الهم، ممطیر، ساری، مهروان، لمراسک و تمیشه در شمار طبرستان است.
ابن حوقل در وصف طبرستان می‌نویسد: بزرگ‌ترین شهر طبرستان شهر آمل و در زمان ما حاکم نشین آنجاست. از پلور تا آمل یک منزل است و از آمل به شهر میله دو فرسخ و از میله تا تریجی دو فرسخ و از تریجی به ساری یک منزل و از ساری تا استرآباد چهار منزل و از استرآباد تا گرگان دو منزل راه است و از آمل تا ناتل یک منزل و از ناتل تا چالوس یک منزل و به سمت دریا تا عین الهم یک منزل است. ابن حوقل می‌نویسد: شهرهای آمل، شالوس (چالوس)، کلار (کلاردشت)، رویان، میله، تریجی، عین الهم، مامطیر، ساریه و طمیسه جز ولایت طبرستان است.
مقدسی نیز در احسن التقاسیم فی معرفة الاقالیم «جرجان، طبرستان، دیلمان و جیلان» را در اقلیم پنجم عالم معرفی کرده است. مقدسی همچنین طبرستان را دارای کوه‌های بسیار و باران فراوان، وصف کرده و آمل را مرکز طبرستان و چالوس، مامَطیر، تُرنجَه، ساریه، تمیشه و… را از شهرهای طبرستان دانسته است.
به نقل از حدود العالم تمیشه، لمراسک، ساری، مامطیر، تریجی، میله، آمل، الهم، ناتل، رودان، چالوس و کلار (کلاردشت) در شمار طبرستان هستند. به گزارش مؤلف حدود العالم ناتل، رودان، چالوس و کلار (کلاردشت) شهرک هایی‌اند اندر کوه و شکستگی‌ها و این ناحیتی است هم از طبرستان و لکن پادشاهی دیگر است و پادشاه آن استندار خوانند.
ابوالقاسم بن احمد جیهانی در کتاب اشکال‌العالم می‌نویسد: از شهرهای طبرستان: آمل، ناتل، سالوس (چالوس)، کلارودان (کلاردشت)، عین‌الهم، مامطیر، ساری، تمیشه، استرآباد، جرجان، آبسکون و دهستان است. راه آمل به دیلم، آمل تا ناتل از آنجا تا سالوس و از آنجا تا کلار و از آنجا تا دیلم است. رابینو می‌نویسد: وسعت دیلم تا بیش از یک منزلی مغرب ناحیه کلار طبرستان نبوده است. حمزه اصفهانی مورخ قرن سوم در کتاب سنی ملوک الارض و الانبیا می‌نویسد: طبرستان دارای کوره‌های بسیار بود که یکی از آنها سرزمین دیلم است و ایرانیان دیلمیان را اکراد طبرستان می‌نامیدند چنان‌که عربان مردم عراق را اکراد سورستان می‌خواندند.
ابن اسفندیار طبرستان را از شرق تا غرب، محدود به دینارجاری تا ملاط دانسته، که معادل تقریبی کردکوی و رودسر کنونی هستند. ابن اسفندیار در کتاب تاریخ طبرستان از شهرهای طبرستان که دارای جامع و مصلی بودند چنین نام می‌برد: به هامون آمل، ساری، مامطیر، رودبست، تریجه، میله، مهروان، اهلم، پای‌دشت، ناتل، کنو، شالوس (چالوس)، بیخوری، لمراسک، طمیش و به کوهستان کلار (کلاردشت)، رویان، نمار، کجویه، ویمه، شلنبه، وفاد، الجمه، شارمام، لارجان، امیدوارکوه، پریم و هزارگری.
ظهیرالدین مرعشی در کتاب تاریخ طبرستان و رویان و مازندران می‌نویسد: حد طبرستان از طرف شرقی دیناره‌جاری و از طرف غربی ملاط که آن قریه شهر هوسم که اکنون به فرضه روده‌سر اشتهارد دارد. حد مازندران از طرف شرقی بیشه انجدان می‌باشد و از طرف غربی ملاط می‌باشد. حد گرگان حالیا که به استرآباد مشهور است و اصلاً دهستان می‌گفتند شرقی دیناره جاری است که حد شرقی تمام طبرستان است و غربی انجدان که حد شرقی مازندران است. به گفتهٔ ظهیرالدین مرعشی مازندران بخشی از طبرستان است و سرزمین طبرستان، گرگان و مازندران هر دو را در بر می‌گرفت.

## تاریخ

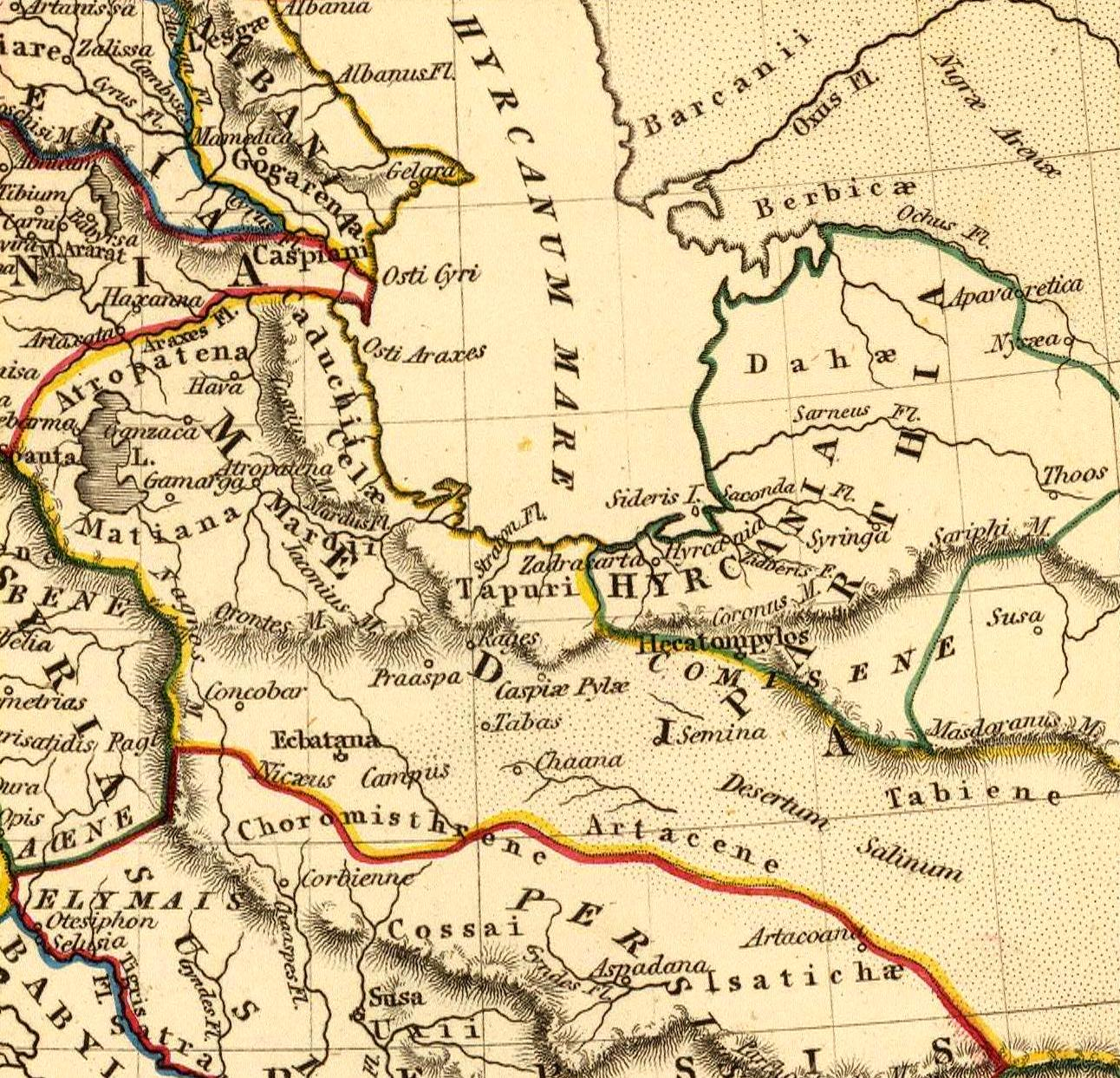
موقعیت تپورها در قرن دوم قبل از میلاد، از شرق سپیدرود تا هیرکانیا

استان مازندران پیش از اسلام تپورستان (به پهلوی: ) نامیده می‌شد که برگرفته از نام قوم تپوری (به یونانی: Τάπυροι) می‌باشد که پس از اسلام قوم طبری نام گرفتند و سرزمینشان طبرستان نامیده شد. به اعتقاد مورخان آماردها نخستین سکنه باستانی مازندران بودند و آماردها از آمل تا تنکابن و تپورها از آمل تا گرگان سکونت داشتند. در عصر هخامنشی در کرانه جنوبی دریای مازندران اقوام، تپوری، آمارد، آناریاکه و کادوسی سکونت داشتند. مورخان آماردها را به مردمان داهه و سکایی و پارسی پیوند داده‌اند. هرودوت از قبیله مارد (mardes) در کنار دائی‌ها (daens)، دروپیک‌ها (dropiques)، و ساگارتی‌ها (sagarties) به عنوان پارس‌های کوچنشین و صحراگرد یاد کرده است. پلینیوس مورخ یونانی محل آماردها را قسمت شرقی مارگانیا شناسایی کرده است. استرابون(۶۳ ق. م) قوم آمارد را در کنار اقوام تپوری، کادوسی و کرتی به عنوان اقوام کوهستان نشین شمال کشور یاد می‌کند. استرابو می‌نویسد: تمام مناطق این کشور به استثنای بخشی به سمت شمال که کوهستانی و ناهموار و سرد است و محل زندگی کوهنشینانی به نام کادوسی (Cadusii) و آماردی (Amardi) و تپوری (Tapyri) و کرتی (Cyrtii) و سایر مردمان دیگراست، حاصلخیز است. به گفته واسیلی بارتلد تپوری‌ها در قسمت جنوب شرقی ولایت سکونت داشتند و در قید اطاعت هخامنشیان درآمده بودند و آماردها مغلوب اسکندر مقدونی و بعد مغلوب اشکانیان شدند و اشکانیان در قرن دوم ق.م. آنها را در حوالی ری سکونت دادند و اراضی سابق آماردها به تپوری‌ها اهدا شد و بطلمیوس در شرح دیلم یعنی قسمت شرقی گیلان در ساحل بحر خزر در آن زمان از تپوری‌ها نام می‌برد.به گفته یحیی ذکا در «کاروند کسروی» آورده است: آماردان یا ماردان، در زمان لشکر کشی اسکندر مقدونی به ایران، این تیره در مازندران نشیمن می‌داشتند و آن هنگام هنوز قبایل تپوران به آنجا نیامده بودند. به گفته مجتبی مینوی قوم آمارد و قوم تپوری در سرزمین مازندران می‌زیستند و تپوری‌ها در ناحیه کوهستانی مازندران و آماردها در ناحیه جلگه‌ای مازندران سکونت داشتند. در سال ۱۷۶ ق. م فرهاد اول اشکانی قوم آمارد را به ناحیه خوار کوچاند و تپوری‌ها تمام ناحیه مازندران را فرو گرفتند و تمام ولایت به اسم ایشان تپورستان نامیده شد. 

نقشه‌ای از حدود طبرستان. کلار در غرب نقشه و در حدود رویان مشخص است

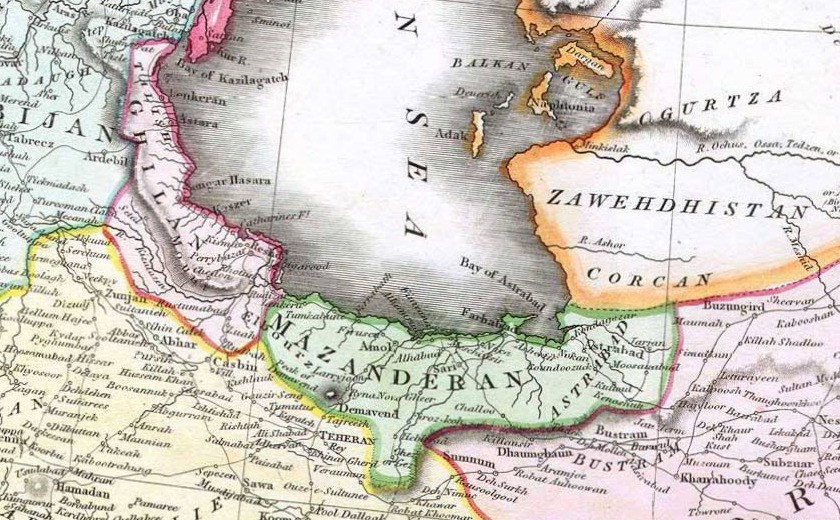
نقشه قدیم مازندران ۱۸۱۴ میلادی

کلاردشت با نام تاریخی کلار، از شهرهای بومی و تاریخی طبرستان است که نامش در منابع تاریخی سده‌های نخست اسلامی و آثار جغرافی‌نگاران به‌عنوان شهری آباد و یکی از پایگاه‌های اسپهبدان طبرستان آمده است. موقعیت جغرافیایی آن در منطقه کوهستانی و هم‌مرز با دیلم خاصه، مطابق با کلاردشت در مازندران امروزی بوده است. پژوهشگران باستان‌شناس بر این باورند که شهر کلار در دوره اسلامی به‌عنوان مرکز فرمانروایان اسلامی کلار در محوطه ای بالغ بر ۲۵ هکتار که امروزه در زبان طبری به شهر دِلِه (Shahr-e Dele) به معنای «محوطه واقع شده درون شهر» نامیده می‌شود، با فاصله اندکی از بقایا و موقعیت جغرافیایی شهر کلار دوره ساسانی در فاصله یک و نیم کیلومتری محور شمالی تپه کلار و در مجاورت حریم شمالی رودخانه سرد آبرود بنا شده بود. هرچند که این شهر در میانه سده سوم هجری مرکز شکل‌گیری قیام علویان طبرستان بر ضد طاهریان بوده است. در منابعی چون «المسالک و الممالک» ابن خردادبه و «البلدان» ابن فقیه و «مسالک و ممالک» اصطخری و صورة الارض ابن حوقل و کتاب حدود العالم از کلار به‌عنوان یکی از شهرهای آباد طبرستان یاد شده است. در حدود العالم آمده است: «ناتل و چالوس و روذان و کلار، شهرک‌هایی اند اندر کوه‌ها و شکستگی‌ها و این ناحیتی است هم از طبرستان … و کلار و چالوس بر حدی است میان دیلم خاصه و طبرستان … و ایشان را هیچ شهری با منبر نیست و شهرشان کلار است و چالوس»
در آثار مورخانی چون ابن اسفندیار و اولیاالله آملی و طبری نیز در روایت رخدادهای طبرستان در دوره اسلامی بارها از شهر کلار و اسپهبدان، مرزبانان و بازرگانانی که از این منطقه و شهر برخاسته اند، یاد کرده‌اند. پژوهشگران تغییر نام شهر تاریخی کلار به کلارستاق و کلاردشت به‌عنوان یک منطقه را دال بر کاهش اهمیت شهری و جایگزینی اهمیت منطقه ای آن در طبرستان دانسته‌اند. اهمیت موقعیت شهر تاریخی کلار به‌عنوان سرحد دیلم خاصه و طبرستان و نیز وجود راه ارتباطی دره چالوس با نواحی آن سوی رشته کوه البرز به‌ویژه ری در دوران آغازین اسلامی چنان بوده که در سده دوم اسلامی، شاهزادگان دودمان پادوسبانیان طبرستان از این شهر به‌عنوان پایگاه قدرت خود بهره ببرند. نام کلار در رخدادهای مهم طبرستان چون شورش طبرستان یا همان شورش همگانی اسپهبدان و مردم طبرستان که بسال‌های ۱۶۹ و ۱۸۱ هجری قمری که به کشتار گسترده والیان عرب خلیفه عباسی انجامید و همچنین در شورش مازیار به سال ۲۲۴ هجری قمری، به‌عنوان نقش آفرینان آن رخدادها آمده است. در سال ۲۵۰ هجری قمری کلار نخستین محل ورود و بیعت حسن بن زید در طبرستان بود و بدین گونه رخداد تشکیل دولت شیعی علویان در طبرستان رقم خورد.

## آثار تاریخی
گنجینه کلاردشت
در سال ۱۳۱۸ هـ. ش به هنگام پی‌کنی به منظور احداث قصر اجابیت در گنج تپه روستای اجابیت کلاردشت تعدادی ظروف زرین و مفرغی و سفالین کشف و به گنجینه کلاردشت معروف گردید. اشیاء مکشوفه سفالی شامل قمقمه، کوزه، بشقاب و ظروف لوله دار و ریتون بود و ظروف زرین مجموعه فوق شامل جام و خنجر و … و در مجموعه به وزن ۵۷۴٫۷۹ گرم در ابتدا به عنوان پشتوانه اسکناس با خزانه بانک ملی تسلیم و در سال ۱۳۲۲ به موزه ایران باستان (موزه ملی) تحویل گردید. در بین اشیاء مکشوفه جام زرین استوانه‌ای شکل با نقش سه شیر با سر برجسته از لحاظ تکنیک ساخت قابل مقایسه با جام مارلیک است. روی هم رفته گنجینه کلاردشت بیانگر فرهنگ و هنر پیشرفته منطقه در هزاره‌های دوم و اول ق. م و ارتباط گسترده آن با مناطق گیلان و حسنلو آذربایجان و سیلک کاشان ونیز لرستان است.شایان ذکر است طبق روایات مختلف از اهالی این محل( اجابیت) و با استناد به منابع معتبر و مکتوب که در این بخش موجود است، بخشی از زمین های قصر اجابیت کنونی سابقا متعلق به شخصی به اسم برزو خان یا بابا برزو بوده که بعد از مرگ وی رضا شاه بقایای به جامانده از منزل مسکونی و با شکوه او را تخریب و کاخ امروزی خویش  را در آن بنا می نماید.
مجموعه سیمین کلاردشت
علاوه بر مجموعه فوق در طی کاوش‌های باستان‌شناسی و با عملیات ساختمانی مجموعه ظروف سیمین بعضاً با نقوش طلاکوب متعلق به دوره ساسانی کشف گردیده است ازجمله این ظروف جام‌های متعدد با نقوش انسانی و حیوانی است به عنوان نمونه روی دو جام سیمین قباد اول اولین پادشاه ساسانی سوار بر اسب در صحنه شکار گورخر به تصویر کشیده شده است نیز تنگی نقره‌ای با پس زمینه طلایی، نقوش و تصاویر رامشگران را به صورت برجسته در صحنه نوازندگان و در میان انواع جانوران مانند روباه، کبک، بلدرچین و ببر نشان می‌دهد.

## تاریخچه
از آثاری که در ناحیهٔ کلاردشت و تپه‌های اطراف آن کشف شده معلوم می‌شود که قسمتی از این منطقه در ادوار باستانی، آباد و دارای ساکنینی بوده است.
از شاعران، ابوذر فقیه ملک مرزبان که اشعاری در توصیف کلاردشت سروده است می‌توان نام برد.

## آب و هوا
وجود رشته‌کوه‌های البرز در کناره‌های دریای مازندران موجب متوقف شدن رطوبت در دامنه‌های آن گردیده و سبب بارش باران فراوان در این ناحیه از شمال کشور می‌شود. بخشی از این بارندگی‌ها در ارتفاعات کلاردشت منجر به بارش برف می‌شود و به همین دلیل است که هوای کلاردشت در مقایسه با دیگر مناطق استان مازندران بسیار خنک‌تر و مطبوع‌تر است. هوا در کلاردشت مه نسبتاً دایمی دارد و دمای آن در برخی از روزهای سرد زمستان به حدود ۳۰ درجه سانتی‌گراد زیر صفر می‌رسد. در شب‌های تابستان نیز گاه مردم به استفاده از لباس گرم نیاز دارند.
جنگل‌های انبوه و سرسبز، رودخانهٔ سرداب‌رود، کوه‌های علم‌کوه و تخت سلیمان در بخش غربی، جنگل‌های عباس‌آباد در بخش شمالی، جنگل‌های بخش جنوبی، کوه‌های کم ارتفاع و روستاهای دامنهٔ این کوه‌ها در بخش شرقی، از دیگر مشخصه‌های این منطقه است.

## مذهب
در مورد مذهب بومی‌های کلاردشت قبل از اسلام، اطلاعات کمی در دسترس است. بومیان کلاردشت که از قوم طبری  هستند بر مذهب شیعه هستند. مردمان کُردتبار کرمانشاهی خواجه‌وند نیز دارای مذهب یارسان می‌باشند و در جم‌خانه‌ها و خانقاه‌ها مناسک آیینی خود را برگزار می‌کنند، هرچند که ممکن است عده‌ای از آنان به مرور زمان تشیع را اختیار کرده باشند.

## مردم

### طوایف
طوایف کلاردشت به سه دسته طبری ها (بومی‌ها)، طالقانی و خواجوند (مهاجران) تقسیم می‌شوند:
1. طوایف طبری‌تبار:

آهنگریان (آهنگرج)، دادجو، دادویی (دادو)، محمودی، وریج، مجلج، میارج، ازوج، عسگریان (عسگرج)، یزدانی، مشایخ، نقیبی، پور ملکی، لکورج، منصورسمایی، فقیه (فقیه نصیری، فقیه سلطانی، فقیه عبداللهی)، ملک مرزبان، هرسیج (هرسج)، انگریج (انگورج)، شرج، رودگر، گلامرج الیاسی، چلاجور (چلاجورج).پسوند «ج» که در نام طوایف طبری‌تبار کلاردشت وجود دارد به معنای «مالک» است.
1. طوایف کُردتبار خواجه‌وند: الغوثی، علیجانی، ویسی، خواجوند، کاووسی، عباسیان، حسنی مقدم، دارابی، حاتمی، برزو ، لک، مشعشی، سلطان‌مرادی و دلفان آذری

مژگان کاوسی پژوهشگر و فعال سیاسی نیز از کُردهای کلاردشت است. در پژوهش‌های میدانی خود اشاره می‌کنند که باوجود اینکه مردم خواجه‌وند به گویش لکی از زبان کُردی تکلم می‌کنند -اما بر خلاف جریانات لکی در غرب کشور-، تأکید پیشینان طوایف خواجه‌وند در استان مازندران بر کُرد نامیدن خود است، آنان همواره برای پدران، خود و فرزندانشان هویت کُردی تعریف کرده و آن را به نسل بعد انتقال داده‌اند (هرچند در طول سالیان این مردمان از مناطق کُردنشین فاصله زیادی داشته‌اند).
وجود جای‌نام‌هایی چون کُردمحله و کُردی‌چال در کلاردشت مزید بر علت است.

### خطر انقراض قوم طبری
به گفته پژوهشگران آمار بالای طلاق، باروری کم، سالمندی و ازدواج پایین از مشکلات حوزه جمعیت در میان قوم طبری به ویژه طبری‌های مازندران محسوب می‌شود. پژوهشگران به روند پیری جمعیت قوم طبری اشاره نموده و بر لزوم توجه به سیاست جوانی جمعیت تأکید دارند. پژوهشگران خطر انقراض قوم طبری (مازندرانی) را در کشور خطر جدی می‌دانند. براساس غربالگری از ۴۳۰ هزار زوج طبری (مازندرانی) در سال ۱۴۰۱ حدود ۱۰ هزار زوج نابارور در مازندران شناسایی شدند.

## زبان
مردم بومی کلاردشت به زبان طبری (مازندرانی) با طبری کلاردشتیو خواجوندها به کردی صحبت می‌کنند.

### نمونه صرف افعال در گویش کلاردشت
شماری از صرف افعال مازندرانی در سه گویش کلاردشتی، گرگانی و قائمشهری با برابر گیلکی و فارسی و انگلیسی آن در اینجا به الفبای فونتیک بین‌المللی آوانویسی شده است:
| مازندرانی (لهجه گرگان) | مازندرانی (لهجه قائمشهر) | مازندرانی (لهجه کلاردشت) | گیلکی (لهجه رشت) | فارسی      | فارسی آوانویسی شده | انگلیسی  |
| ---------------------- | ------------------------ | ------------------------ | ---------------- | ---------- | ------------------ | -------- |
| embe                   | eme                      | eme                      | ayem             | می‌آیم      | mi_âyam            | I come   |
| biamome                | bimome                   | bimâme                   | bamam            | آمدم       | âmadam             | I came   |
| vimbe                  | vime                     | vime                     | dinam            | می‌بینم     | mi-binam           | I see    |
| badime                 | badime                   | badiyame                 | bidiyam          | دیدم       | didam              | I saw    |
| šumbe                  | šume                     | šume                     | šam              | می‌روم      | mi-ravam           | I go     |
| burdeme/bašime         | burdeme/bašime           | buârdeme/bašiyame        | bošam            | رفتم       | raftam             | I went   |
| ešembe                 | ešeme                    | ešeme                    | fanderam         | نگاه می‌کنم | negah mi-konam     | I look   |
| hârešime               | hârešime/bešime          | bešiyame                 | fanderasam       | نگاه کردم  | negah kardam       | I looked |
| vejembe                | vejeme                   | vejeme                   | kanam            | می کَنم     | mi-kanam           | I dig    |
| buteme                 | buteme                   | buteme                   | bakandam         | کَندم       | kandam             | I dug    |
| elembe/ešeme           | eleme                    | eleme                    | naham            | می‌گذارم    | mi-gozâram         | I put    |
| bešteme/belesteme      | bešteme                  | bešteme                  | banam            | گذاشتم     | gozâštam           | I put    |
| girembe                | girme                    | gireme                   | giram            | می‌گیرم     | mi-giram           | I take   |
| bahiteme               | baiteme                  | baiteme                  | bigiftam         | گرفتم      | gereftam           | I took   |
| gombe                  | geme                     | gome                     | goyam            | می‌گویم     | mi-goyam           | I say    |
| bahoteme               | baoteme                  | boteme                   | bogoftam         | گفتم       | goftam             | I said   |
| kombe                  | keme                     | kome                     | konam            | می کُنم     | mi-konam           | I do     |
| hâkordeme              | hâkerdeme                | hâkordeme                | bokodam          | کردم       | kardam             | I did    |
| dembe                  | deme                     | deme                     | fadəm            | می‌دهم      | mi-daham           | I give   |
| hâdâme                 | hedâme                   | hâdâme                   | fadam            | دادم       | dâdam              | I gave   |
| hasteme                | haseme                   | haseme                   | esam             | هستم       | hastam             | Iam      |
| bime                   | bime                     | biyame                   | besam            | بودم       | bodam              | I was    |
| angembe                | angeme                   | angeme                   | egedam           | می‌اندازم   | mi-andâzam         | I throw  |
| dingume                | dingume                  | dingume/bingume          | begedam          | انداختم    | andâxtam           | I threw  |

### نمونه واژگان گویش کلاردشت
شماری از واژه‌های مازندرانی در گویش کلاردشت و قائمشهر و گرگان با برابر گیلکی و فارسی و انگلیسی آن در اینجا به الفبای فونتیک بین‌المللی آوانویسی شده است:
| مازندرانی (لهجه گرگان) | مازندرانی (لهجه قائمشهر) | مازندرانی (لهجه کلاردشت) | گیلکی (لهجه رشت) | فارسی        | فارسی آوانویسی شده | انگلیسی       |
| ---------------------- | ------------------------ | ------------------------ | ---------------- | ------------ | ------------------ | ------------- |
| dim                    | dim                      | dim                      | dim              | روی/چهره/دیم | ruy/čehreh         | face          |
| vače/kote              | vače                     | vače                     | zay              | کودک/بچه     | kudæk/bæčé         | Child         |
| piyer                  | piyer                    | piyar                    | per              | پدر          | pedær              | Father        |
| ši piyer               | ši piyer                 | ši piyar                 | mərdə per        | پدرشوهر      | pedær šohar        | Father-in-law |
| kijâ/deter             | kijâ/deter               | kijâ/detar               | kor              | دختر         | doxtær             | Girl/Daughter |
| rikâ/peser             | rikâ/peser               | rikâ/pesar               | rey/ri           | پسر          | pesær              | Boy/Son       |
| kerg                   | kerk                     | kerk                     | kark             | مرغ خانگی    | morgh khanegi      | Hen           |
| guw                    | guw                      | gow                      | gäb              | گاو          | gāv                | Cow           |
| melije/molije          | melije                   | malije                   | murjâne          | مورچه        | murčé              | Ant           |
| kangoli                | kangeli                  | kangoli                  | garzak           | زنبور        | zanbur             | Bee           |
| zerzem/asel maqez      | zezem                    | asel mehaz               | siftâl           | زنبور عسل    | zanbure asal       | Honey Bee     |
| bâmeši                 | bameši                   | pičâ/bameši              | piča/piche       | گربه/پیشی    | gorbe/piši         | Cat           |
| jikâ                   | mičkâ                    | miškâ                    | čičini           | گنجشک        | gonješk            | Sparrow       |
| lalembâz/jerjer        | lalembâz                 | lalebâz                  | čičilâs          | سنجاقک       | sanjâqak           | Damselfly     |
| mâčkol                 | mâčkel                   | mâčkol                   | čičir            | مارمولک      | mârmolak           | Lizard        |
| estekâ                 | hestekâ                  | hessekâ                  | xâš              | استخوان      | estexân            | Bone          |
| areskini/zangiče       | elaskin/bâlkin           | bâleskin                 | ašpe             | آرنج         | ârenj              | Elbow         |
| zemun/geder            | zemun/geder              | zamon                    | zəmat            | زمان         | zaman              | Time          |
| estâre/roojâ           | esâre/roojâ              | esâre/setâre             | kiĵi/setarə      | ستاره        | setare             | Star          |
| nesum/sâyne            | nesum/sâyne              | nesum/sâye               | nesä/saye        | سایه         | saye               | Shadow        |
| jur                    | jur                      | jur                      | buĵor / jor      | بالا         | bāla               | Up            |
| gat/gad                | gat                      | gat                      | pilə=pila        | بزرگ         | bozorg             | Big           |
| vene                   | vene                     | vene/eštehâ              | vastån           | اشتها یا میل | ešteha یا meyl     | Appetite      |
| bašendesten            | bašendiyen               | bašeniyan/barixtan       | šondån/fotan     | ریختن مایعات | rixtan e mayeāt    | Bottling      |

## روستاها

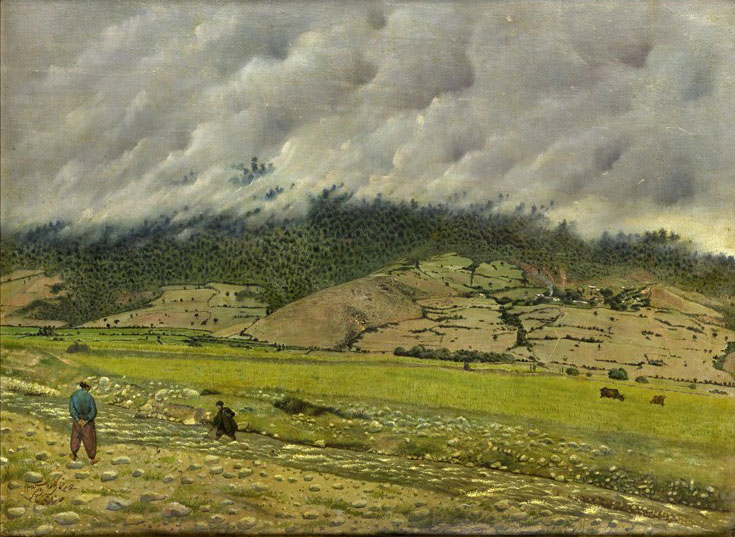
از نگاه کمال‌الملک

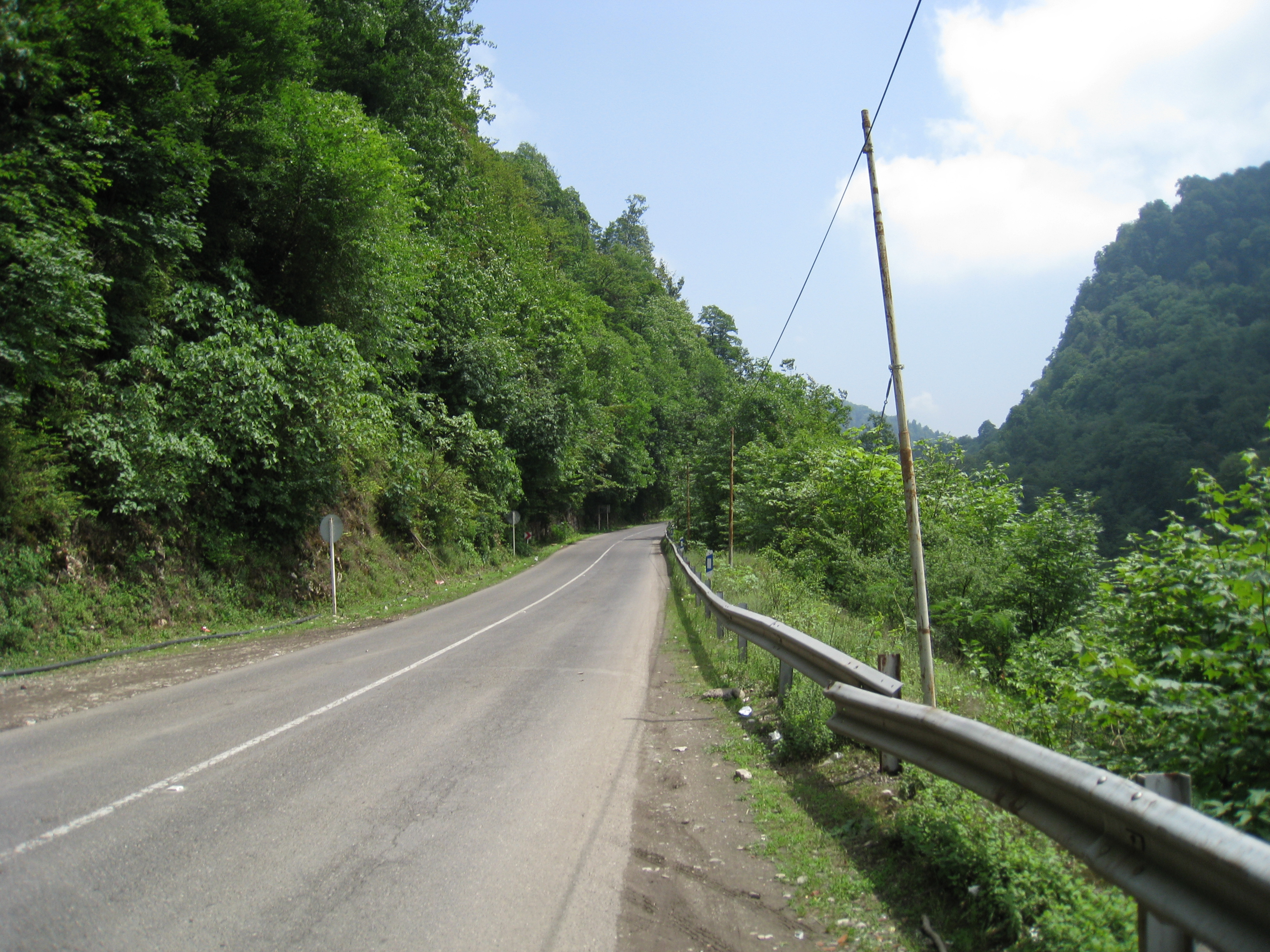
جادهٔ جنگلی کلاردشت به عباس‌آباد

کلاردشت مشتمل بر ۳۹ آبادی است. برخی از آبادی‌های مهم کلاردشت که بیش از ۱۰۰ خانوار جمعیت دارند عبارت‌اند از:
والت
* شهر حسنکیف، مرکزشهر شهرستان کلاردشت می‌باشد.
- کُردیچال (اولین بانک کلاردشت قبل از انقلاب در این روستا احداث شده و همچنین دومین مدرسه کلاردشت پس از لاهو در سال۱۳۰۶در این روستا تأسیس شد. کردیچال بعد از شکر کوه قدیمی‌ترین محل محسوب می‌گردد و هم‌اکنون به همراه چند محل دیگر شهر کلاردشت شمالی را می‌سازد) از برزگترین طایفه این منطقه خاندان فقیه نصیری را می‌توان نام برد و پس از آن طایفه‌های انگورج تقوی و غرایاق زندی بیش‌ترین تعداد را دارند به‌طوری‌که محله‌ای به همین نام (انگریج محله) و (غریاق محله) در کردیچال وجود دارد.
- وَلْوال (خاندان بزرگ اِزوجی (ازوج) ezoji دراین محل سکونت دارند، ازوج برگرفته از نام منطقه کوهپایه ای ازو در این محل می‌باشد)
- گَرَکِپَس
- پیمبور
- مُکا
- لاهو (اولین مدرسه به سبک جدید در سال ۱۳۰۱ در این روستا تأسیس شد و خاندان میار (میارج) در این منطقه سکونت دارند)
- رودبارک رودبارک جزو زیباترین مکان‌ها در مازندران است که از زیبایی‌های این منطقه می‌توان به دره رودبارک، مَلک جوب، کوه‌های تخت سلیمان و قله عَلَم کوه (دومین قله ایران با ارتفاع ۴۸۵۰متر)، رودخانه سردآبرود، آبشار اکد (منطقه اَکاپل)، سکونتگاه کوهستانی وَنداربِن، پارک جنگلی رودبارک و آب و هوای فوق‌العاده در چهار فصل اشاره کرد. طوایف این منطقه بومی‌ها و خواجوندها هستند. خاندان بزرگ مِجلِج از بومی‌های کلاردشت و محل‌های رودبارک و مِجل هستند و مجلج برگرفته از نام مِجِل است (مجلج نژاد، جوادی مجلج، غفاری مجلج، ربیع پور، فَرنیا، فتاحی مجلج، یزدان‌پرست، حمیدی مجلج).
- مِجل جنگل مجل در روستایی به همین نام و در نزدیکی دره کلاردشت قرار دارد. این جنگل یکی از زیباترین مناطق جنگلی و طبیعی در مازندران است. این جنگل بر روی تپه‌های مشرف به روستای مجل در ۶ کیلومتری غرب شهر حسنکیف قرار دارد. برای رفتن به این جنگل باید به فاصله ۴ کیلومتر از شهر حسنکیف عام منطقه رودبارک شد و آنگاه در محل روستا جاده ای به سمت چپ هدایت می‌شد که به روستای مجل معروف است. پس از گذشتن از میان روستا به ویلاهایی برمی‌خوریم که در ابتدای جنگل احداث شده‌اند.

به علت فقدان اب جاری به ویژه در فصل تابستان در بخش ورودی این جنگل، اکثر جهانگردان چند صباحی همین را به تماشای این جنگل انبوه می‌نشینند و سپس راهی جنگل‌های رودبارک که در مجاورت همین روستا قرار دارد و می‌گردند و از آب روان و همیشه جاری رودخانه سرداب‌رود بهرهٔ کافی می‌برند. از هر ۱۰۰ خودروی عبوری به مسیر رودبارک و مجل، فقط ۱۵ خودرو ممکن است عازم روستای مجل و جنگل‌های آن گردد و این امر نشانگر جذابیت بیش از اندازه منطقه رودبارک و مناظر اطراف آن است. با این اوصاف، چشم‌انداز جنگل‌ها با دره‌های خالی از آب به ویژه در فصل گرما بسیار دیدنی است. با رفتن به جنگل مجل فقط می‌توان بر خود روستا و جنگل مسلط بود و از زیبایی اش لذت برد ولی با دسترسی به راه‌های ورودی و خروجی این روستا به روستاها و نقاط دیگر، بهتر است به جاده ای رفت که از آنجا به کوی دوبال سس به روستای اجابیت و کاخ سلطنتی راه می‌یابد. فاصلهٔ بین کوی دوبال و روستای مجل بسیار رؤیایی و دلچسب است. اکنون که جنگل‌ها در هر بهار سرسبز شده و زندگی جاودانه را ازسر می‌گیرند، ما نیز از آنان الگو برداری کنیم تا طمع لذت‌های گذشته را بچشیم و خوشی زندگی را فقط برای خود نخواهیم. باشد که راه و رسم شاد بودن را از جنگل آموخته و به دیگران هم بیاموزیم و از آنجایی که جنگل‌ها دچار بحران شده‌اند و این بحران هم روند خطرناکی را طی می‌کند بر همه ما واجب است که فرصتی را فراهم سازیم تا متوجه شویم خطر چیست و چگونه م توان با آن مقابله کرد ؟
```
خاندان نقوی (حاج بزرگ آقا نقوی بزرگ خاندان نقوی) از فرهنگیان و بازاریان و افراد بنام این روستا و شهرستان کلاردشت می‌باشد.
یاسر نقوی.
```

- اُجابِیت

1-# خاندان علیجانی :علی آقا علیجانی رئیس دربار کلاردشت  که نماینده رضاخان و محمدرضا شاه واز نزدیکترین افراد به خانواده پهلوی بوده است و  همواره در اعتلای فرهنگ . آموزش و اقتصاد و توسعه منطقه از نقش و سهم بسزایی برخوردار بوده اند.
2-خاندان الغوثی :از قدیمی‌ترین خاندان کرد خواجه وند کلاردشت هستند و همچنین بهرام خان بزرگترین حشم دار زمان خود در غرب مازندران بشمار می‌آمده است
- طُویدره
- کُرد محله
- شکرکوه یکی از قدیمی‌ترین روستاهای کلاردشت و جای گاه طایفه فقیه عبداللهی
- مکارود
- واحد
- طائب‌کلا
- پیشَمبور
- بازارسر
- پیمبور
- لش سر
- کُلِمه
- کوه پر
- کَلِنو
- سماء
- دیمو
- لورچال
- سنار علیا
- سنار سفلی
- گَوی‌تَرعلیا
- گَوی‌تَرسفلی
- طُویر
- طبرسو
- پی قلعه [پی قلا پی قلعه بهترین روستا از نظر عقب‌نشینی و خانواده معروف خاندان ربیعی و  طایفه پیرنقی خواجوند جعفری هستند.]
- بنفشه ده
- اویجدان
- والت
- سرکا [خاندان بزرگ گلامرج الیاسی در این منطقه سکونت دارند]